# Regatul Benin
Regatul Benin (cunoscut și ca Regatul Beninului) era un regat precolonial din sudul actualei Nigerii. Capitala sa era Edo, cunoscută în prezent ca Benin City din Statul Edo al Nigeriei. A nu se confunda cu Republica Benin, care era cunoscută în trecut ca Republica Dahomey.